# Frederik 3. af Pfalz
Frederik 3. af Pfalz, (født 14. februar 1515 i Simmern, død 16. oktober 1576 i Heidelberg) blev kurfyrste af Pfalz da hans barnløse slægtning Otto Henrik, kurfyrste af Pfalz døde i 1559.